# Hotel California (sång)
"Hotel California", skriven av Don Felder, Don Henley och Glenn Frey, är en sång av den amerikanska rockgruppen Eagles, från deras album Hotel California från 1976. Den släpptes den 22 februari 1977 även på singel, med låten "Pretty Maids All in a Row" som b-sida, och blev en stor hit. Den 7 maj 1977 nådde den förstaplatsen på Billboard Hot 100 och blev även åtta på singellistan i Storbritannien. 
Låten sjöngs av Don Henley och hade även framträdande gitarrsolon av Joe Walsh och Don Felder. Hotellet som avbildas på omslaget är Beverly Hills Hotel i Beverly Hills.
Ett antal coverversioner på låten har gjorts, bland annat av Bob Marley, Gipsy Kings, Max Romeo och Alabama 3.
Det spekuleras om att Eagles version är en cover av Jethro Tulls We used to know från 1969. Båda banden var på samma turné 1970, och i intervjuer med Ian Anderson från Jethro Tull, har Anderson nämnt att det finns likheter mellan låtarna. t.ex. samma ackordsföljd, liknande melodi i sång.

## Innebörd och tolkningar
Den kryptiska texten beskriver en trött resenär som blir instängd på ett mardrömslikt lyxhotell som först verkar inbjudande och lockande, men som "du aldrig kan lämna". Exempel på formuleringar som gett upphov till kontroversiella tolkningar är "Varm doft av colitas (spanska för "små svansar", men även slang för Cannabisplantans knoppar), stiger upp genom skyn"; "Det hördes röster längs med korridoren"; och "Så jag kallade upp hovmästaren: 'Skulle jag kunna få mitt vin?' Han sa: 'Vi har inte haft den spriten/anden (that spirit) här sedan 1969.' 
Enligt upphovsmännen själva är sången en allegori för musikbranschens självdestruktiva hedonism vid slutet av 1970-talet; Don Henley har beskrivit den som "vår tolkning av det goda livet i Los Angeles", och har sagt att "det är i grunden en låt om den mörka sidan av den amerikanska drömmen och USA:s överskott, vilket var något vi visste mycket om." Texten är enligt honom bara "litterära deviser", "samhällspolitiska ställningstaganden" och abstrakt lyrik. I dokumentären "The History of Eagles" tillbakavisar Don Henley alla "miljontals" tolkningar av texten och säger att den i själva verket kan sammanfattas som en metafor för en människa som tar steget från oskuldsfullhet/naivitet ("innocence") till erfarenhet/insiktsfullhet ("experience").
Texten har bland annat tolkats som en metafor för droger, att lägga in sig på en drogavvänjningsklinik eller för mentalsjukhuset i Camarillo State. På 1980-talet spreds en tolkning av kristna evangelister att "Hotel California" åsyftar ett San Francisco-hotell som köpts och byggts om av Anton LaVey, grundare för Church of Satan. Oavsett om sången innehåller ett baklängesbudskap eller inte kan en anledning till att djävulsdyrkan tolkas in vara att en del av texten, om den spelas baklänges, enligt en icke-publicerad källa skulle lyda "Satan he hears this, he had me believe." [källa behövs] Alltså "Satan hör detta. Han fick mig att tro". Andra icke-publicerade källor hävdar emellertid helt andra baklängesbudskap, som innehåller t.ex. att satan har organiserat egen religion. I "a lot of pretty, pretty boys that she call fans [friends]" det finns ett alternativ 'a lot of pretty, pretty boys that's he call fans [friends]' vilket betyder att det finns pojkar som är henne. "There she stood in the doorway" berättar att hon var ute medan i grafiken finns det en plastikkvinna med gul hår som finns inne i hotellen. Sången Hotel California refererar till Jorden för låten refererar till Procol Harum sång Grand Hotel. Plastikkvinnan betyder falska förväntningar som i popkulturen kan hittas t.ex. i filmen Sista natten med gänget i repliken "Hay [Hey] there is wicked" som kontinuerar "55 Chevy" som refererar till 'SS Jewy'. I "I heard the mission bell" det finns alternativ 'I heard them is sion bell'. "Some dance to remember, some dance to forget" refererar till Alice i Underlandet där Alice pratar med Vita Drottningen med ordet "jam". Chris Rea refererar till Hotel California och Alice i Underlandet i sången Road To Hell med "And all the roads jam up with credit", och också till Vägen till träldom av Friedrich von Hayek. Black Sabbath album Paranoid och Eagles Hotel California album har gemensamma grafiska elementer. I Paranoid det finns två guldfärgade ytor i figurens ögon och Hotel California har en sådan guldfärgad yta i vänster sida av grafiken. Don Felder säger i sina memoarer "Heaven And Hell" att texten inte har något som helst dolt budskap och att det är en vanlig missuppfattning.

## Listplaceringar
| Lista (1977)  | Position |
| ------------- | -------- |
| Frankrike     | 2        |
| Nederländerna | 6        |
| Norge         | 5        |
| Nya Zeeland   | 5        |
| Schweiz       | 2        |
| Österrike     | 13       |

### Fotnoter
1. ↑  https://archive.is/20120525144047/www.associatedcontent.com/article/378135/backmasking_secret_messages_in_music.html
2. ↑  ”Arkiverade kopian”. Arkiverad från originalet den 28 juli 2011. https://web.archive.org/web/20110728073349/http://www.subconscious-mind.org/satanic-subliminal-messages-2/. Läst 10 juli 2011.
3. ↑  ”Listplacering”. http://lescharts.com/showitem.asp?interpret=Eagles&titel=Hotel+California&cat=s. Läst 24 maj 2011.
4. ↑  ”Listplacering”. http://dutchcharts.nl/showitem.asp?interpret=Eagles&titel=Hotel+California&cat=s. Läst 24 maj 2011.
5. ↑  ”Listplacering”. http://norwegiancharts.com/showitem.asp?interpret=Eagles&titel=Hotel+California&cat=s. Läst 24 maj 2011.
6. ↑  ”Listplacering”. https://charts.nz/showitem.asp?interpret=Eagles&titel=Hotel+California&cat=s. Läst 24 maj 2011.
7. ↑  ”Listplacering”. http://hitparade.ch/showitem.asp?interpret=Eagles&titel=Hotel+California&cat=s. Läst 24 maj 2011.
8. ↑  ”Listplacering”. http://austriancharts.at/showitem.asp?interpret=Eagles&titel=Hotel+California&cat=s. Läst 24 maj 2011.